# Vena splenica

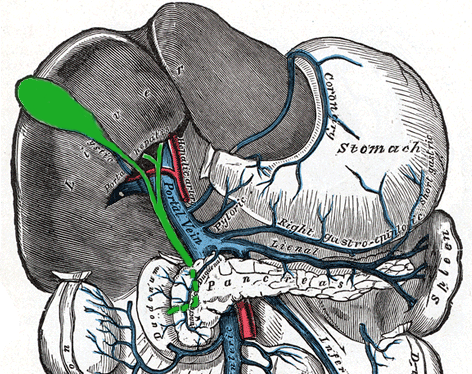
Die Beziehungen der Milzvene und ihre Vereinigung mit Vena mesenterica superior wird aufgezeigt.

Die Vena splenica (auch genannt als Vena lienalis oder Milzvene) ist das Blutgefäß, welches Blut aus der Milz abführt. Darüber hinaus nimmt sie die Venae pancreaticae auf, welche das venöse Blut aus Körper und Schwanz der Bauchspeicheldrüse abführen.
Sie läuft zusammen mit der Arteria splenica am Oberrand der Bauchspeicheldrüse entlang, nimmt die Vena mesenterica inferior auf und vereinigt sich dann mit der Vena mesenterica superior zur Pfortader.
Anders als die retroperitoneale Arteria splenica ist die Milzvene intraperitoneal.